# Paceco
Paceco (Paceca in siciliano) è un comune italiano di 10 524 abitanti del libero consorzio comunale di Trapani in Sicilia.

## Storia
Il territorio di Paceco fu abitato già in età paleolitica e neolitica, come testimoniano reperti archeologici ritrovati nella collina Sciarotta, su cui sorgerà Paceco, e nel vicino sito di Malummèri, zone ricche di grotte e strettoie rocciose. Le prime scoperte archeologiche avvennero negli anni 1940, e si sono protratte fino agli anni '90, quando sono stati effettuati dei rinvenimenti archeologici del periodo Neolitico antico e medio in contrada Costa Chiàppera, nei pressi del borgo rurale di Dattilo, e dell'antica Età del bronzo in contrada Piano, a nord dell'abitato di Paceco, nella parte terminale della valle del torrente Baiata.
In età moderna, il primo nucleo del villaggio si venne formando nei secoli XIV e XV intorno alla chiesa di San Lorenzo di Xitta, possesso dell'Ordine di Malta. Passato, col feudo, ai Fardella, marchesi di San Lorenzo, il vecchio villaggio fu abbandonato e, successivamente, con la licentia aedificandi et populandi che il re di Sicilia Filippo III di Spagna concesse il 9 aprile 1607 al marchese Placido Fardella, che ottenne così il titolo di principe di Paceco. Il nome dato al nuovo paese fu un atto di amore di Placido verso la moglie Maria Pacheco, nipote del Marchese di Villena, Viceré di Sicilia, e il nome iniziale fu Pacheco.
Ultimi titolari del titolo di "principi di Paceco" furono i Sanseverino di Bisignano, eredi dei Fardella dagli inizi del secolo XVIII.
I fratelli Fardella di Torrearsa, lontani successori del fondatore, vissero a Paceco, presso Villa Torrearsa, durante gli anni della rivoluzione siciliana e l'epopea del Risorgimento italiano: il marchese Vincenzo Fardella di Torrearsa, primo Presidente del Senato italiano nella sede di Palazzo Madama; Giovan Battista Fardella marchese di Torrearsa che fu sindaco benemerito di Trapani; il generale Enrico Fardella di Torrearsa, protagonista della guerra di secessione americana.
Nel 1938 il comune di Paceco fu soppresso e aggregato al comune di Trapani con il Regio Decreto 8 agosto 1938, n. 1329, fino alla ricostituzione, avvenuta nel 1946 con il Decreto Legislativo Luogotenenziale 22 dicembre 1945, n. 866.
Paceco confina col comune di Trapani sia a nord che a est e divide in due parti il territorio del capoluogo. A sud confina col comune di Misiliscemi, istituito nel febbraio 2021, dove adesso ricade l'aeroporto "Vincenzo Florio" di Trapani, a soli 12 km.
Originariamente concepita secondo un meditato schema urbanistico con un impianto a maglia perfettamente ortogonale e con isolati rettangolari (pianta ippodamea), molto ricorrente negli abitati secenteschi, Paceco è oggi una cittadina rurale, sviluppata secondo un moderno piano regolatore.

### Simboli
Lo stemma del comune di Paceco è stato concesso con regio decreto del Re Vittorio Emanuele III dell'8 maggio 1933.

## Monumenti e luoghi d'interesse
- Le Saline di Nubia, facenti parte della Riserva naturale integrale Saline di Trapani e Paceco gestita dal WWF
- il Museo del sale (Nubia)
- La Chiesa Madre, SS. Crocifisso, edificata nel 1623, sulla piazza principale sulla quale si estende il sagrato con la scalinata
- La Chiesa Maria SS. del Rosario (conosciuta anche come Chiesa di Santa Lucia) contenente una cripta con i resti mummificati dei confratelli del Santissimo Rosario;
- La Chiesa di Maria Santissima di Porto Salvo e la Chiesa di San Francesco di Paola, anch'esse risalenti agli inizi del XVII secolo;
- Villa Torrearsa in contrada Misilgiafari;
- Il Museo di Antropologia e Preistoria, all'interno del Palazzo Municipale;
- La Biblioteca Comunale conta un patrimonio di oltre 61.000 volumi;
- Il Polo Culturale con sede nell'ex Cinema Roma;
- La diga Baiata contornata da un lussureggiante parco;
- La Torre Saracena di Nubia;
- L'antico Pozzo Salato di Dattilo, risalente al periodo della dominazione araba;
- Il Campo Sportivo di Paceco;
- Il monumento ai caduti, sulla piazza principale;
- La Piazza Vittorio Emanuele, ovvero, la piazza principale di Paceco;
- Il museo e biblioteca "La casa dei Ricordi "

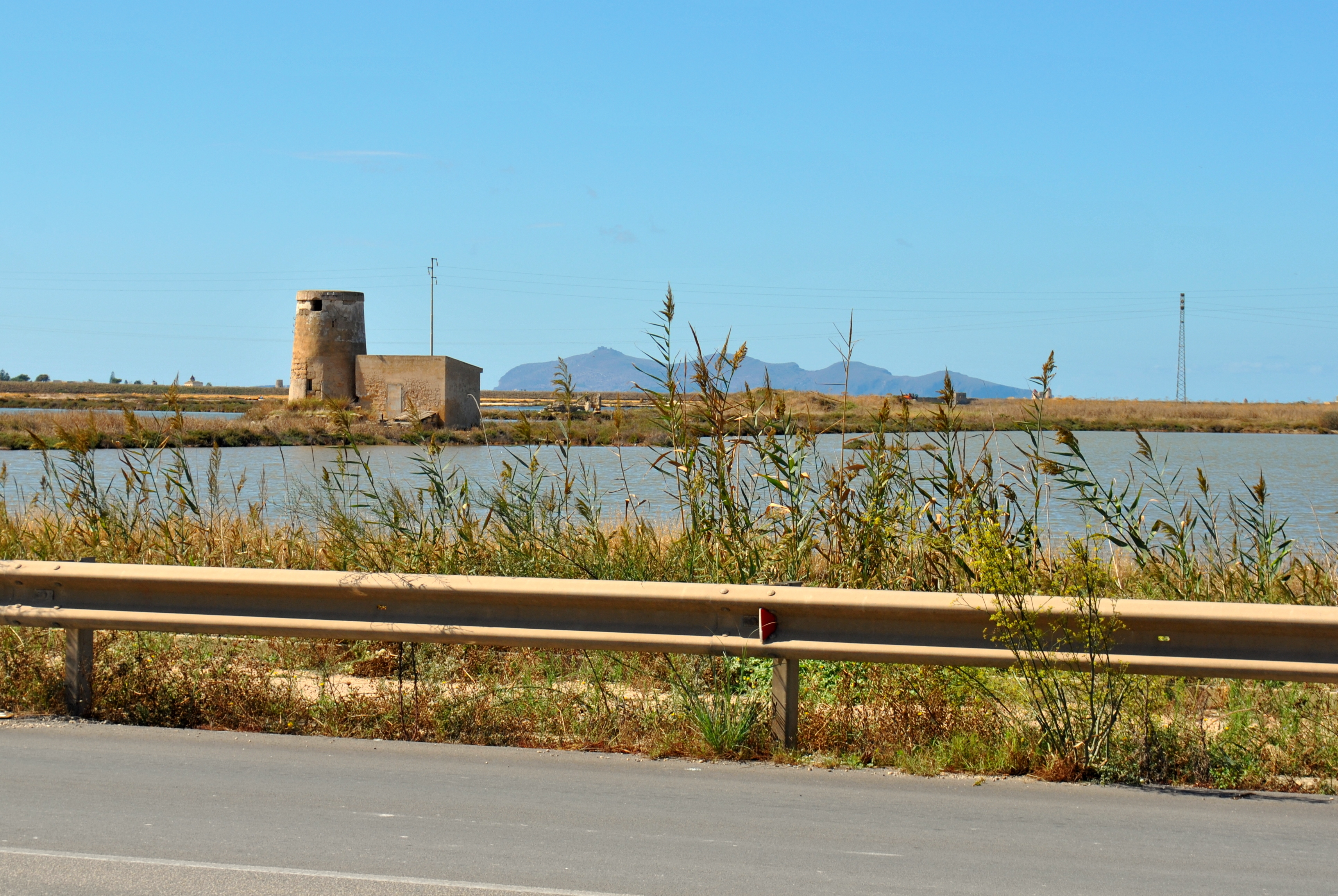
Riserva naturale integrale Saline di Trapani e Paceco
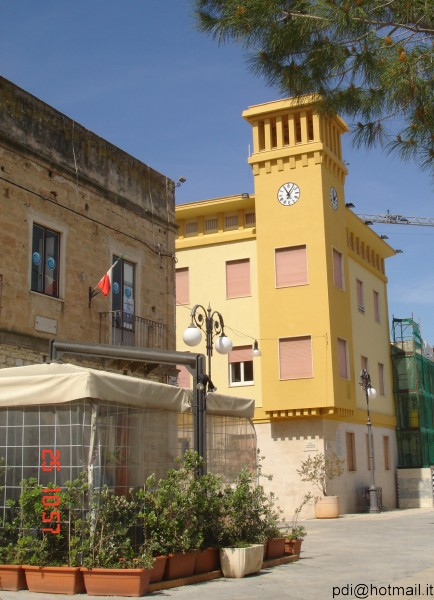
Il Palazzo del Municipio

## Società

### Evoluzione demografica
Abitanti censiti

### Etnie e minoranze straniere
Secondo i dati ISTAT al 31 dicembre 2009 la popolazione straniera residente era di 174 persone. Le nazionalità maggiormente rappresentate in base alla loro percentuale sul totale della popolazione residente erano:
- Romania 115 1,01%

### Qualità della vita
- Comune Riciclone 2011 - Raccolta RAEE: Paceco è il comune più virtuoso d'Italia nella raccolta di frigoriferi e condizionatori[9].

## Cultura

### Eventi
Paceco e le sue frazioni sono ricche di associazioni che nel corso dell'anno organizzano numerosi eventi, convegni di carattere culturale, sociale, teatrale, religioso, sportivo e sagre legate al culto religioso o popolare. Fra queste si ricordano le celebrazioni in onore di Santa Caterina d'Alessandria, patrona della cittadina, il 25 del mese di novembre. A queste si aggiungono gli eventi per le festività di San Giuseppe, durante le quali in paese si realizzano i cosiddetti "pani ri San Giuseppi" e viene portato a spalla per le vie del paese il simulacro rappresentante lo sposo di Maria, accompagnato dalle note di una delle due bande pacecote.

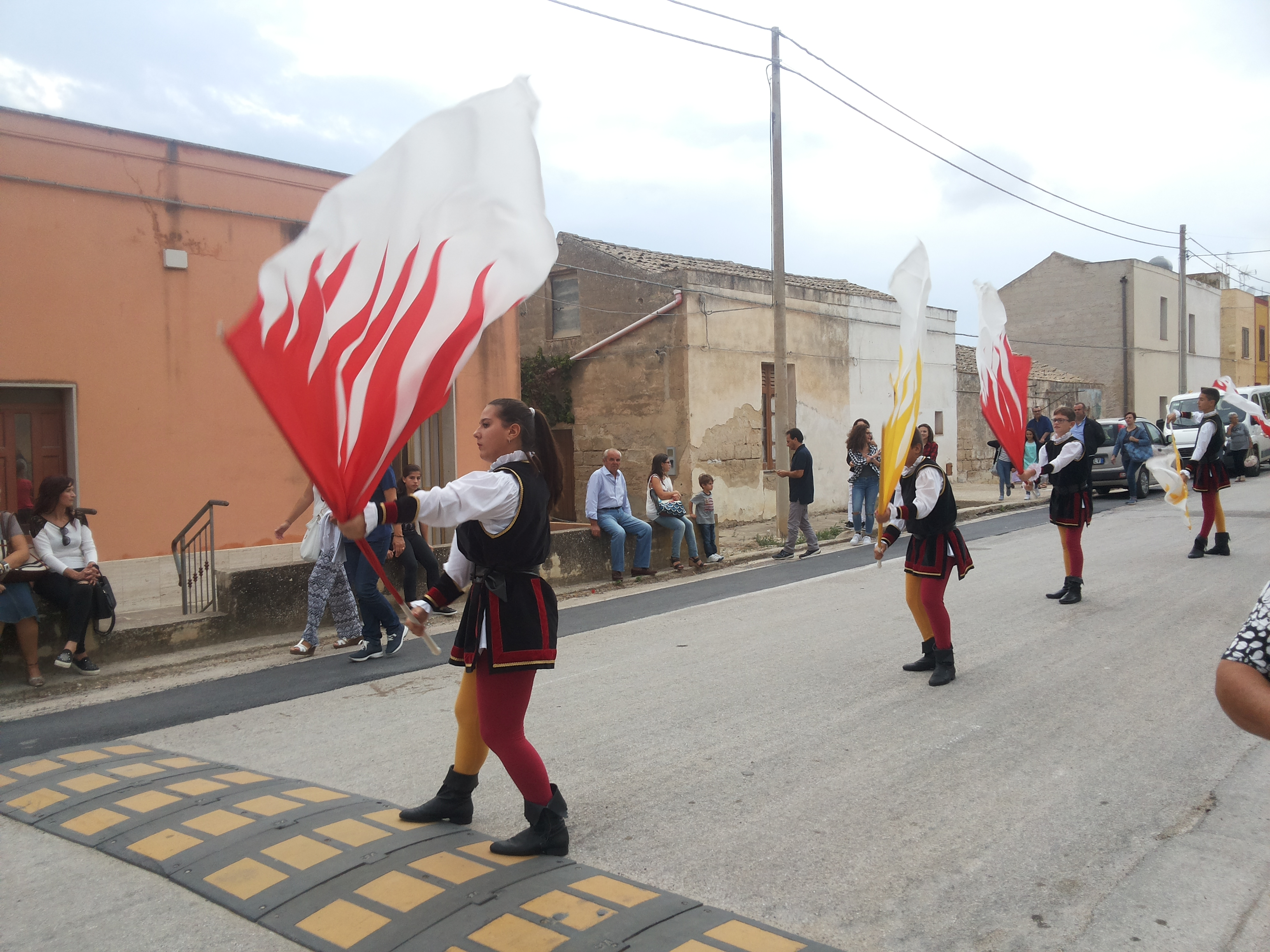
Sbandieratori alla sagra del cannolo di Dattilo

Analoghe manifestazioni in onore di San Giuseppe si svolgono nella vicina frazione di Dattilo. In tale occasione si tiene il cosiddetto "Mmitu di San Giuseppe", che consiste in un pranzo con più di cento portate offerto davanti a un altare a tre persone che rappresentano i componenti della Sacra Famiglia.
Da ricordare inoltre la processione della "Maronna Addulurata" , i giochi paesani in onore di San Francesco di Paola, localmente conosciuto col nome di "U Santu Patre", e la "sagra della cuccia" che si svolge in occasione delle festività in onore di Santa Lucia.
Il "MIARP" è una manifestazione a carattere prettamente gastronomico e permette di far assaporare i piatti tipici della cucina e della pasticceria pacecota, come le sfince, e più in generale quelli del territorio trapanese.
"Rosso Aglio & Bianco Sale" è una rassegna gastronomica e non solo, che si svolge quasi interamente in luoghi all'interno dell'area della Riserva naturale integrale Saline di Trapani e Paceco. È dedicata all'aglio rosso di Nubia e al sale estratto dalle saline della Riserva.
Dal 2008 si svolge, nel periodo carnevalesco, la "Carnevalata di Paceco", una kermesse di iniziative volte a festeggiare il carnevale, festività molto sentita nel pacecoto, con la sfilata dei carri allegorici (realizzati "in loco") curata dalle molteplici associazioni cittadine, animata da balletti e dalle tipiche e solari canzoni carnevalesche; l'evento si è fatto negli anni sempre più grande e partecipato, attirando nella località visitatori da tutta la Sicilia.
Il 13 di dicembre, giorno di Santa Lucia, si tiene la " Sagra della Cuccia" presso la piazza Vittorio Emanuele, durante la quale viene distribuita la stessa nelle sue varianti al vino cotto, ricotta o cioccolato.

## Geografia antropica

### Frazioni
Le due frazioni più importanti del comune di Paceco sono Dattilo, verso l'entroterra, abitata da circa 600 persone e distante circa 9 km dal capoluogo, e Nubia, verso il mare, distante circa 4 km dal capoluogo.

## Economia

### Agricoltura
Fra i principali prodotti agricoli figurano l'aglio rosso di Nubia, il melone d'inverno ("melone cartucciaro" o "melone giallo di Paceco") e il pomodoro seccagno pizzutello di Paceco. Paceco integra una economia agricola con quella di imprese per la lavorazione dei marmi e dell'attività delle saline. Importanti e di alta qualità sono le produzioni vinicola, olearia, orticola e cerealicola.
Il 10 giugno 2015 la Fondazione accademica "Iusm Sapientia Mundi", con sede presso il Policlinico Umberto I della Sapienza - Università di Roma, ha assegnato al Comune di Paceco, in quanto sede di eccellenze agroalimentari, il "Premio Medusa" per la produzione dell'aglio rosso di Nubia. La Fondazione, in occasione di Expo 2015, ha intrapreso una ricerca sulle nicchie di eccellenza dei prodotti di qualità italiani, in cui sono stati testati circa duecento prodotti che uniscono all'eccellenza dei sapori antichi l'accertata salubrità, giungendo alla verifica delle eccellenti qualità salutistiche contenute nell'aglio prodotto nel territorio pacecoto che è stato quindi insignito del "Premio Medusa".

## Amministrazione
Di seguito è presentata una tabella relativa alle amministrazioni che si sono succedute nel Comune di Paceco nella Repubblica Italiana, a partire dal 1946.
| Periodo           | Periodo           | Primo cittadino        | Partito                       | Carica              | Note   |
| ----------------- | ----------------- | ---------------------- | ----------------------------- | ------------------- | ------ |
| 10 novembre 1946  | 29 giugno 1957    | Pietro Grammatico      | Partito Socialista Italiano   | Sindaco             | [ 10 ] |
| 30 giugno 1957    | 9 agosto 1958     | Antonino Valenti       | Democrazia Cristiana          | Sindaco             | [ 10 ] |
| 10 agosto 1958    | 24 novembre 1960  | Pietro Grammatico      | Partito Socialista Italiano   | Sindaco             | [ 10 ] |
| 25 novembre 1960  | 24 marzo 1968     | Giuseppe Catalano      | Democrazia Cristiana          | Sindaco             | [ 10 ] |
| 25 marzo 1968     | 24 luglio 1970    | Leonardo Novara        | Democrazia Cristiana          | Sindaco             | [ 10 ] |
| 25 luglio 1970    | 3 marzo 1972      | Giuseppe Catalano      | Democrazia Cristiana          | Sindaco             | [ 10 ] |
| 4 maggio 1972     | 13 marzo 1973     | Leonardo Novara        | Democrazia Cristiana          | Sindaco             | [ 10 ] |
| 14 marzo 1973     | 15 novembre 1974  | Giuseppe Catalano      | Democrazia Cristiana          | Sindaco             | [ 10 ] |
| 16 novembre 1974  | 30 luglio 1975    | Salvatore Rondello     | Democrazia Cristiana          | Sindaco             | [ 10 ] |
| 31 luglio 1975    | 4 dicembre 1975   | Pietro Paesano         | Partito Socialista Italiano   | Sindaco             | [ 10 ] |
| 5 dicembre 1975   | 24 gennaio 1979   | Giuseppe Catalano      | Democrazia Cristiana          | Sindaco             | [ 10 ] |
| 25 gennaio 1979   | 10 marzo 1979     | Domenico Mura          | Democrazia Cristiana          | Sindaco             | [ 10 ] |
| 11 marzo 1979     | 12 settembre 1980 | Antonio Giuseppe Plaja | Partito Repubblicano Italiano | Sindaco             | [ 10 ] |
| 13 settembre 1980 | 4 novembre 1980   | Carmelo Fodale         | Partito Socialista Italiano   | Sindaco             | [ 10 ] |
| 5 novembre 1980   | 13 dicembre 1981  | Giuseppe D'Angelo      | Democrazia Cristiana          | Sindaco             | [ 10 ] |
| 14 dicembre 1981  | 29 gennaio 1984   | Antonino Basiricò      | Democrazia Cristiana          | Sindaco             | [ 10 ] |
| 30 gennaio 1984   | 7 luglio 1985     | Giuseppe Novara        | Democrazia Cristiana          | Sindaco             | [ 10 ] |
| 8 luglio 1985     | 2 ottobre 1986    | Vincenzo Ruggirello    | Democrazia Cristiana          | Sindaco             | [ 10 ] |
| 3 ottobre 1986    | 16 luglio 1987    | Vito Valenti           | Democrazia Cristiana          | Sindaco             | [ 10 ] |
| 17 luglio 1987    | 27 luglio 1990    | Giuseppe Novara        | Democrazia Cristiana          | Sindaco             | [ 10 ] |
| 28 luglio 1990    | 11 aprile 1991    | Antonino Mancuso       | Partito Socialista Italiano   | Sindaco             | [ 10 ] |
| 12 aprile 1991    | 22 gennaio 1992   | Carmelo Fodale         | Partito Socialista Italiano   | Sindaco             | [ 10 ] |
| 23 gennaio 1992   | 14 luglio 1992    | Antonino Mancuso       | Partito Socialista Italiano   | Sindaco             | [ 10 ] |
| 15 luglio 1992    | 24 giugno 1993    | Antonino Basiricò      | Democrazia Cristiana          | Sindaco             | [ 10 ] |
| 25 giugno 1993    | 14 marzo 1994     | Carlo Scaduto          | centro-sinistra               | Sindaco             | [ 10 ] |
| 30 marzo 1994     | aprile 1994       | Giovanni Di Cara       |                               | Comm. straordinario | [ 10 ] |
| aprile 1994       | giugno 1994       | Lino Buscemi           |                               | Comm. straordinario | [ 10 ] |
| 26 giugno 1994    | 8 giugno 1998     | Antonio Pellegrino     | centro-sinistra               | Sindaco             | [ 10 ] |
| 8 giugno 1998     | 10 giugno 2003    | Giuseppe Novara        | Forza Italia                  | Sindaco             | [ 10 ] |
| 10 giugno 2003    | 16 aprile 2007    | Antonio Giuseppe Plaja | L'Ulivo                       | Sindaco             | [ 10 ] |
| 16 aprile 2007    | 1º luglio 2008    | Vincenzo Aiello        |                               | Comm. straordinario | [ 10 ] |
| 1º luglio 2008    | 11 giugno 2013    | Biagio Martorana       | centro-sinistra               | Sindaco             | [ 10 ] |
| 11 giugno 2013    | 10 giugno 2018    | Biagio Martorana       | centro-sinistra               | Sindaco             | [ 10 ] |
| 11 giugno 2018    | 29 Maggio 2023    | Giuseppe Scarcella     | misto                         | Sindaco             | [ 10 ] |
| 30 maggio 2023    | In corso          | Aldo Grammatico        | Tutta un'altra storia         | Sindaco             | [ 10 ] |

Dal 30 novembre 2016, in occasione della 15ª Edizione della Giornata Internazionale di “Cities for Life”, Città per la Vita - Città contro la Pena di Morte, iniziativa promossa dalla Comunità di Sant'Egidio a ricordo della prima abolizione della pena capitale nel Granducato di Toscana il 30 novembre 1786, il comune di Paceco è membro di “Città per la vita/Città contro la pena di morte” ed è iscritto nell'elenco e nella mappa interattiva online delle Cities For Life.

## Sport
La cittadina vanta una tradizione sportiva nel calcio e nella pallacanestro, sport nel quale la squadra locale ha militato anche in serie C.

### Calcio
La principale squadra di calcio della città è la S.S.D. Dattilo 1980, militante nel girone I della Serie D e che disputa le partite casalinghe presso l'impianto sportivo "G. Mancuso", recentemente ammodernato con un campo da gioco in erba sintetica.